# Emmy do Primetime de melhor série de drama
O Emmy do Primetime de Melhor Série de Drama (no original em inglês Primetime Emmy Award for Outstanding Drama Series) é um dos prêmios entregues pela Academia de Artes & Ciências Televisivas pelas excelências televisivas como parte dos Prémios Emmy do Primetime.

## Vencedores e indicados

### Década de 1950
| Ano                             | Série                     | Produtores            | Emissora              |
| ------------------------------- | ------------------------- | --------------------- | --------------------- |
| 1951                            |                           |                       |                       |
| Pulitzer Prize Playhouse        | -                         | KECA-TV               |                       |
| Studio One                      | —                         | KTTV, CBS             |                       |
| Fireside Theater                | —                         | KTLA                  |                       |
| I Remember Mama                 | —                         | KTTV, CBS             |                       |
| The Philco Television Playhouse | —                         | KNBH, NBC             |                       |
| 1952                            |                           |                       |                       |
| Studio One                      | -                         | CBS                   |                       |
| Pulitzer Prize Playhouse        | —                         | ABC                   |                       |
| Robert Montgomery Presents      | —                         | NBC                   |                       |
| Calanese Theatre                | —                         | ABC                   |                       |
| Philco-Goodyear TV Playhouse    | —                         | NBC                   |                       |
| 1953                            |                           |                       |                       |
| Robert Montgomery Presents      | -                         | NBC                   |                       |
| Studio One                      | —                         | CBS                   |                       |
| Kraft Television Theatre        | —                         | NBC                   |                       |
| Philco-Goodyear TV Playhouse    | —                         | NBC                   |                       |
| Celanese Theatre                | —                         | ABC                   |                       |
| 1954                            |                           |                       |                       |
| The United States Steel Hour    | -                         | ABC                   |                       |
| Studio One                      | —                         | CBS                   |                       |
| Philco-Goodyear TV Playhouse    | —                         | NBC                   |                       |
| Robert Montgomery Presents      | —                         | NBC                   |                       |
| Kraft Television Theatre        | —                         | NBC                   |                       |
| 1955                            |                           |                       |                       |
| The United States Steel Hour    | -                         | ABC                   |                       |
| Philco TV Playhouse             | —                         | NBC                   |                       |
| Studio One                      | —                         | CBS                   |                       |
| Four Star Playhouse             | —                         | CBS                   |                       |
| Medic                           | —                         | NBC                   |                       |
| 1956                            |                           |                       |                       |
| Producers Showcase              | -                         | NBC                   |                       |
| Studio One                      | —                         | CBS                   |                       |
| The United States Steel Hour    | —                         | CBS                   |                       |
| Alcoa-Goodyear TV Playhouse     | —                         | NBC                   |                       |
| Climax!                         | —                         | CBS                   |                       |
| 1958                            | Personagens Contínuos     | Personagens Contínuos | Personagens Contínuos |
| 1958                            | Gunsmoke                  | -                     | CBS                   |
| 1958                            | Lassie                    | —                     | CBS                   |
| 1958                            | Maverick                  | —                     | ABC                   |
| 1958                            | Perry Mason               | —                     | CBS                   |
| 1958                            | Wagon Train               | —                     | NBC                   |
| 1958                            | Antologias                |                       |                       |
| 1958                            | Playhouse 90              | -                     | CBS                   |
| 1958                            | Hallmark Hall of Fame     | —                     | NBC                   |
| 1958                            | Studio One                | —                     | CBS                   |
| 1958                            | Alfred Hitchcock Presents | —                     | CBS                   |
| 1958                            | Climax!                   | —                     | CBS                   |
| 1959                            | Uma Hora ou Mais          | Uma Hora ou Mais      | Uma Hora ou Mais      |
| 1959                            | Playhouse 90              | -                     | NBC                   |
| 1959                            | Naked City                | —                     | ABC                   |
| 1959                            | Peter Gunn                | —                     | NBC                   |
| 1959                            | Alfred Hitchcock Presents | —                     | CBS                   |
| 1959                            | General Electric Theater  | —                     | CBS                   |
| 1959                            | The Loretta Young Show    | —                     | NBC                   |
| 1959                            | Menos de Uma Hora         |                       |                       |
| 1959                            | Alcoa-Goodyear Theatre    | -                     | NBC                   |
| 1959                            | U.S. Steel Hour           | —                     | CBS                   |

### Década de 1960
| Ano                                    | Série                                         | Produtores | Emissora |
| -------------------------------------- | --------------------------------------------- | ---------- | -------- |
| 1960                                   |                                               |            |          |
| Playhouse 90                           | -                                             | CBS        |          |
| Ford Startime                          | —                                             | NBC        |          |
| The Untouchables                       | —                                             | ABC        |          |
| Du Pont Show of the Month              | —                                             | CBS        |          |
| The Moon and Sixpence                  | —                                             | NBC        |          |
| 1961                                   |                                               |            |          |
| Hallmark Hall of Fame                  | -                                             | NBC        |          |
| The Untouchables                       | —                                             | ABC        |          |
| Naked City                             | —                                             | ABC        |          |
| The Sacco-Vanzetti Story               | —                                             | NBC        |          |
| The Twilight Zone                      | —                                             | CBS        |          |
| 1962                                   |                                               |            |          |
| The Defenders                          | -                                             | CBS        |          |
| Hallmark Hall of Fame                  | —                                             | NBC        |          |
| Naked City                             | —                                             | ABC        |          |
| Alcoa Premiere                         | —                                             | ABC        |          |
| Ben Casey                              | —                                             | ABC        |          |
| Dick Powell Show                       | —                                             | NBC        |          |
| 1963                                   |                                               |            |          |
| The Defenders                          | -                                             | CBS        |          |
| The Eleventh Hour                      | —                                             | NBC        |          |
| Naked City                             | —                                             | ABC        |          |
| The Dick Powell Theatre                | —                                             | NBC        |          |
| Alcoa Premiere                         | —                                             | ABC        |          |
| 1964                                   |                                               |            |          |
| The Defenders                          | -                                             | CBS        |          |
| Bob Hope Presents The Chrysler Theatre | —                                             | NBC        |          |
| East Side/West Side                    | —                                             | CBS        |          |
| Mr. Novak                              | —                                             | NBC        |          |
| The Richard Boone Show                 | —                                             | NBC        |          |
| 1966                                   |                                               |            |          |
| The Fugitive                           | Alan Armer                                    | ABC        |          |
| Bonanza                                | David Dortort                                 | NBC        |          |
| I Spy                                  | Mort Fine e David Friedkin                    | NBC        |          |
| The Man from U.N.C.L.E.                | Norman Felton                                 | NBC        |          |
| Slattery's People                      | Irving Elman                                  | CBS        |          |
| 1967                                   |                                               |            |          |
| Mission: Impossible                    | Joseph E. Gantman e Bruce Geller              | CBS        |          |
| The Avengers                           | Julian White                                  | ABC        |          |
| I Spy                                  | Mort Fine e David Friedkin                    | NBC        |          |
| Run for Your Life                      | Jo Swerling                                   | NBC        |          |
| Star Trek                              | Gene L. Coon e Gene Roddenberry               | NBC        |          |
| 1968                                   |                                               |            |          |
| Mission: Impossible                    | Joseph E. Gantman                             | CBS        |          |
| I Spy                                  | Mort Fine e David Friedkin                    | NBC        |          |
| NET Playhouse                          | Curtis W. Davis                               | NET        |          |
| Run for Your Life                      | Roy Huggins                                   | NBC        |          |
| Star Trek                              | Gene Roddenberry                              | NBC        |          |
| The Avengers                           | Brian Clemmens e Albert Fennell               | ABC        |          |
| 1969                                   |                                               |            |          |
| NET Playhouse                          | Curtis W. Davis                               | NET        |          |
| The F.B.I.                             | Charles Larson                                | ABC        |          |
| Ironside                               | Cy Chermak                                    | NBC        |          |
| Judd, for the Defense                  | Harold Gast                                   | ABC        |          |
| The Name of the Game                   | Richard Irving, Leslie Stevens e David Victor | NBC        |          |
| Mission: Impossible                    | Bruce Geller                                  | CBS        |          |

### Década de 1970
| Ano                                      | Série | Produtores | Emissora |
| ---------------------------------------- | --- | ---------- | -------- |
| 1970                                     | |            |          |
| Marcus Welby, M.D.                       | David J. O'Connell e David Victor | ABC        |          |
| The Name of the Game                     | George Eckstein, Dean Hargrove, Richard Irving, Norman Lloyd e Boris Sagal                                                                          | NBC        |          |
| NET Playhouse                            | Jac Venza | NET        |          |
| The Mod Squad                            | Tony Barrett, Harve Bennett, Aaron Spelling e Danny Thomas                                                                                          | ABC        |          |
| The Forsyte Saga                         | Donald Wilson | PBS        |          |
| Ironside                                 | Albert Aley, Douglas Benton, Cy Chermak, Wintson Miller e Joel Rogosin                                                                              | NBC        |          |
| 1971                                     | |            |          |
| The Bold Ones: The Senator               | David Levinson | NBC        |          |
| NET Playhouse                            | Jac Venza | PBS        |          |
| Marcus Welby, M.D.                       | David J. O'Connell e David Victor | ABC        |          |
| Ironside                                 | Albert Aley, Douglas Benton, Cy Chermak, Winston Miller e Joel Rogosin                                                                              | NBC        |          |
| The First Churchills Masterpiece Theatre | Christopher Sarson e Donald Wilson | PBS        |          |
| 1972                                     | |            |          |
| Elizabeth R                              | Roderick Graham e Christopher Sarson | PBS        |          |
| The Six Wives of Henry VIII              | Mark Shivas e Ronald Travers | CBS        |          |
| Mannix                                   | Bruce Geller, Ivan Goff e Ben Roberts | CBS        |          |
| Marcus Welby, M.D.                       | David J. O'Connell e David Victor | ABC        |          |
| Columbo                                  | Everett Chambers, Richard Levinson e William Link                                                                                                   | NBC        |          |
| 1973                                     | |            |          |
| The Waltons                              | Robert L. Jacks e Lee Rich | CBS        |          |
| Kung Fu                                  | Jerry Thorpe | ABC        |          |
| Mannix                                   | Bruce Geller, Ivan Goff e Ben Roberts | CBS        |          |
| Hawaii Five-O                            | William Finnegan, Leonard Freeman e Bob Sweeney | CBS        |          |
| Cannon                                   | Harold Gast, Quinn Martin e Adrian Samish | CBS        |          |
| Columbo                                  | Dean Hargrove | NBC        |          |
| 1974                                     | |            |          |
| Upstairs, Downstairs                     | Rex Firkin e John Hawkesworth | PBS        |          |
| The Waltons                              | Robert L. Jacks e Lee Rich | CBS        |          |
| Kojak                                    | Abby Mann, James McAdams e Matthew Rapf | CBS        |          |
| The Streets of San Francisco             | Quinn Martin e John Wilder | ABC        |          |
| Police Story                             | David Gerber e Stanley Kallis | NBC        |          |
| 1975                                     | |            |          |
| Upstairs, Downstairs                     | Rex Firkin e John Hawkesworth | PBS        |          |
| Kojak                                    | Jack Laird, James McAdams e Matthew Rapf | CBS        |          |
| Police Story                             | David Gerber, Stanley Kallis e Chris Morgan | NBC        |          |
| The Waltons                              | Robert L. Jacks e Lee Rich | CBS        |          |
| The Streets of San Francisco             | Quinn Martin, John Wilder e William Robert Yates | ABC        |          |
| 1976                                     | |            |          |
| Police Story                             | David Gerber, Stanley Kallis, Liam O'Brien e Carl Pingitore                                                                                         | NBC        |          |
| Columbo                                  | Everett Chambers | NBC        |          |
| The Streets of San Francisco             | Quinn Martin e William Robert Yates | ABC        |          |
| Baretta                                  | Robert Harris, Howie Horwitz, Bernard L. Kowalski, Robert Lewin e Jo Swerling                                                                       | ABC        |          |
| 1977                                     | |            |          |
| Upstairs, Downstairs                     | John Hawkesworth e Joan Sullivan | PBS        |          |
| Police Story                             | David Gerber, Liam O'Brien e Mel Swope | NBC        |          |
| Family                                   | Leonard Goldberg, Nigel McKeand, Mike Nichols e Aaron Spelling                                                                                      | ABC        |          |
| Baretta                                  | Charles E. Dismukes, Bernard Kowalski, Anthony Spinner e Leigh Vance                                                                                | ABC        |          |
| Columbo                                  | Everett Chambers | NBC        |          |
| 1978                                     | |            |          |
| The Rockford Files                       | Stephen J. Cannell, David Chase, Floyd Johnson e Meta Rosenberg                                                                                     | NBC        |          |
| Quincy                                   | Richard Irving, Jud Kinberg, Glen A. Larson, Edward J. Montagne, Chris Morgan, Robert F. O'Neill, B. W. Sandefur, Michael Sloan e Peter J. Thompson | NBC        |          |
| Family                                   | Leonard Goldberg, Nigel McKeand e Aaron Spelling | ABC        |          |
| Lou Grant                                | James L. Brooks, Allan Burns e Gene Reynolds | CBS        |          |
| Columbo                                  | Richard Alan Simmons | NBC        |          |
| 1979                                     | |            |          |
| Lou Grant                                | Seth Freeman, Gary David Goldberg e Gene Reynolds                                                                                                   | CBS        |          |
| The Paper Chase                          | Albert Aley, Robert Lewin e Robert C. Thompson | CBS        |          |
| The Rockford Files                       | Juanita Bartlett, Stephen J. Cannell, David Chase, Floyd Johnson e Meta Rosenberg                                                                   | NBC        |          |

### Década de 1980
| Ano                  | Série | Produtores | Emissora |
| -------------------- | --- | ---------- | -------- |
| 1980                 | |            |          |
| Lou Grant            | Seth Freeman e Gene Reynolds | CBS        |          |
| The Rockford Files   | Juanita Bartlett, Stephen J. Cannell, David Chase, Floyd Johnson e Meta Rosenberg                                                                                          | NBC        |          |
| The White Shadow     | Bruce Paltrow e Mark Tinker | CBS        |          |
| Dallas               | Philip Capice, Leonard Katzman e Lee Rich | CBS        |          |
| Family               | Leonard Goldberg, Aaron Spelling e Edward Zwick | ABC        |          |
| 1981                 | |            |          |
| Hill Street Blues    | Steven Bochco, Gregory Hoblit e Michael Kozoll | NBC        |          |
| The White Shadow     | John Masius, Bruce Paltrow e Mark Tinker | CBS        |          |
| Quincy               | Lester William Berke, William O. Cairncross, Sam Egan e David Moessinger                                                                                                   | NBC        |          |
| Lou Grant            | Seth Freeman e Gene Reynolds | CBS        |          |
| Dallas               | Philip Capice e Leonard Katzman | CBS        |          |
| 1982                 | |            |          |
| Hill Street Blues    | David Anspaugh, Steven Bochco, Gregory Hoblit e Anthony Yerkovich | NBC        |          |
| Fame                 | William Blinn, Gerald I. Isenberg, Stan Rogow e Mel Swope | NBC        |          |
| Lou Grant            | Seth Freeman e Gene Reynolds | CBS        |          |
| Magnum, P.I.         | Donald Bellisario, Douglas Green, Andrew Schneider e Rick Weaver | CBS        |          |
| Dynasty              | Douglas S. Cramer, Ed Ledding, Elaine Rich, Aaron Spelling e E. Duke Vincent                                                                                               | ABC        |          |
| 1983                 | |            |          |
| Hill Street Blues    | David Auspaugh, Steven Bochco, Scott Brazil, Gregory Hoblit e Anthony Yerkovich                                                                                            | NBC        |          |
| St. Elsewhere        | Joshua Brand, John Falsey, John Masius, Bruce Paltrow e Mark Tinker | NBC        |          |
| Fame                 | William Blinn e Mel Swope | NBC        |          |
| Magnum, P.I.         | Donald Bellisario, Douglas Green, Floyd Johnson, Reuben Leder, Joel Regosin e Rick Weaver                                                                                  | CBS        |          |
| Cagney & Lacey       | Steve Brown, Terry Louise Fisher, Richard M. Rosenbloom, Barney Rosenzweig, Harry R. Sherman, April Smith e Joseph Stern                                                   | CBS        |          |
| 1984                 | |            |          |
| Hill Street Blues    | Steven Bochco, Scott Brazil, Gregory Hoblit, David Latt, Jeffrey Lewis e Sascha Schneider                                                                                  | NBC        |          |
| Magnum, P.I.         | Donald Bellisario, Douglas Benton, Floyd Johnson, Reuben Leder, Nick Thiel e Rick Weaver                                                                                   | CBS        |          |
| St. Elsewhere        | Tom Fontana, John Masius, Bruce Paltrow, Abby Singer e Mark Tinker | NBC        |          |
| Cagney & Lacey       | Peter Lefcourt e Barney Rosenzweig | CBS        |          |
| Fame                 | William Blinn e Ken Ehrlich | NBC        |          |
| 1985                 | |            |          |
| Cagney & Lacey       | Steve Brown, Terry Louise Fisher, Peter Lefcourt e Barney Rosenzweig | CBS        |          |
| St. Elsewhere        | Tom Fontana, John Masius, Bruce Paltrow, Abby Singer e Mark Tinker | NBC        |          |
| Murder, She Wrote    | Douglas Benton, Peter S. Fischer, Richard Levinson, William Link e Robert F. O'Neill                                                                                       | CBS        |          |
| Hill Street Blues    | Steven Bochco, Scott Brazil, Gregory Hoblit, Jeffrey Lewis e David Milch                                                                                                   | NBC        |          |
| Miami Vice           | Richard Brams, George E. Crosby, Michael Mann, John Nicolella, Liam O'Brien, Mel Swope e Anthony Yerkovich                                                                 | NBC        |          |
| 1986                 | |            |          |
| Cagney & Lacey       | Steve Brown, Liz Coe, Patricia Green, P. K. Knelman, Barney Rosenzweig e Ralph Singleton                                                                                   | CBS        |          |
| Murder, She Wrote    | Peter S. Fischer e Robert F. O'Neill | CBS        |          |
| St. Elsewhere        | Tom Fontana, John Masius, Bruce Paltrow, Abby Singer e Mark Tinker | NBC        |          |
| Hill Street Blues    | Penny Adams, Scott Brazil, Walon Green, Jeffrey Lewis, David Milch e Michael Vittes                                                                                        | NBC        |          |
| Moonlighting         | Glenn Gordon Caron, Jay Daniel, Artie Mandelberg, Ron Osborn e Jeff Reno                                                                                                   | ABC        |          |
| 1987                 | |            |          |
| L.A. Law             | Steven Bochco, Terry Louise Fisher, Phillip M. Goldfarb, Scott Goldstein, Gregory Hoblit e Ellen S. Pressman                                                               | NBC        |          |
| St. Elsewhere        | Tom Fontana, John Masius, Bruce Paltrow, Abby Singer e Mark Tinker | NBC        |          |
| Murder, She Wrote    | Peter S. Fischer e Robert F. O'Neill | CBS        |          |
| Moonlighting         | Glenn Gordon Caron, Jay Daniel, Roger Director, Karen Hall, Artie Mandelberg, Ron Osborn e Jeff Reno                                                                       | ABC        |          |
| Cagney & Lacey       | Jonathan Estrin, Georgia Jeffries, P. K. Knelman, Shelley List, Barney Rosenzweig e Ralph Singleton                                                                        | CBS        |          |
| 1988                 | |            |          |
| thirtysomething      | Paul Haggis, Marshall Herskovitz, Scott Winant e Edward Zwick | ABC        |          |
| St. Elsewhere        | Channing Gibson, Bruce Paltrow, Abby Singer, Mark Tinker e John Tinker | NBC        |          |
| L.A. Law             | Steven Bochco, Terry Louise Fisher, Phillip M. Goldfarb, Scott Goldstein, Gregory Hoblit, David E. Kelley e Rick Wallace                                                   | NBC        |          |
| Beauty and the Beast | John David, Harvey Frand, Lynn H. Guthrie, Kenneth Koch, Ron Koslow, Stephen Kurzfeld, Andrew Laskos, George R. R. Martin, David Peckinpah, Tony Thomas e Paul Junger Witt | CBS        |          |
| 1989                 | |            |          |
| L.A. Law             | Steven Bochco, William M. Finkelstein, Michele Gallery, Phillip M. Goldfarb, Scott Goldstein, David E. Kelley, Judith Parker, Rick Wallace e Alice West                    | NBC        |          |
| Beauty and the Beast | Alex Gansa, Howard Gordon, Kenneth R. Koch, Ron Koslow, Stephen Kurzfeld, Patricia Livingston, George R. R. Martin, David F. Schwartz, Tony Thomas e Paul Junger Witt      | CBS        |          |
| China Beach          | Gene Escarrega, Fred Gerber, Patricia Green, Christopher Nelson, John Wells e John Sacret Young                                                                            | ABC        |          |
| thirtysomething      | Marshall Herskovitz, Richard Kramer, Lindsley Parsons III, Ellen S. Pressman, Scott Winant e Edward Zwick                                                                  | ABC        |          |
| Wiseguy              | Alex Beaton, David J, Burke, Stephen J. Cannell, Stephen Kronish, Alfonse Ruggiero, Jr., Les Sheldon e Jo Swerling, Jr.                                                    | CBS        |          |

### Década de 1990
| Ano                            | Série | Produtores  | Emissora |
| ------------------------------ | --- | ----------- | -------- |
| 1990                           | |             |          |
| L.A. Law                       | Robert M. Breech, William M. Finkelstein, Elodie Keene, David E. Kelley, Michael M. Robin, Rick Wallace e Alice West                                                                                        | NBC         |          |
| Quantum Leap                   | Donald Bellisario, Paul M. Belous, Paul Brown, Jeff Gourson, Deborah Pratt, Chris Ruppenthal, Scott Shepherd, Harker Wade, Robert Wolterstorff e Michael Zinberg                                            | NBC         |          |
| thirtysomething                | Marshall Herskovitz, Richard Kramer, Lindsley Parsons III, Ellen S. Pressman, Scott Winant e Edward Zwick                                                                                                   | ABC         |          |
| China Beach                    | Geno Escarrega, Fred Gerber, Georgia Jeffries, Mimi Leder, John Wells e John Sacret Young | ABC         |          |
| Twin Peaks                     | Gregg Fienberg, Mark Frost, David J. Latt e David Lynch | ABC         |          |
| 1991                           | |             |          |
| L.A. Law                       | Robert Breech, Alan Brennert, Patricia Green, James C. Hart, John Hill, Elodie Keene, David E. Kelley, Rick Wallace e Alice West                                                                            | NBC         |          |
| Quantum Leap                   | Donald Bellisario, Paul Brown, Jeff Gourson, Deborah Pratt, Chris Ruppenthal, Harker Wade, Robert Wolterstorff e Michael Zinberg                                                                            | NBC         |          |
| Northern Exposure              | Cheryl Bloch, Joshua Brand, John Falsey, Diane Frolov, Robin Green, Mathew Nodella, Charles Rosin, Andrew Schneider e Robert T. Skodis                                                                      | CBS         |          |
| China Beach                    | Geno Escarrega, Carol Flint, Mimi Leder, John Wells, Lydia Woodward e John Sacret Young | ABC         |          |
| thirtysomething                | Joseph Dougherty, Ann Lewis Hamilton, Marshall Herskovitz, Richard Kramer, Lindsley Parsons III, Ellen Pressman, Scott Winant e Edward Zwick                                                                | ABC         |          |
| 1992                           | |             |          |
| Northern Exposure              | Cheryl Bloch, Joshua Brand, John Falsey, Diane Frolov, Robin Green, Jeff Melvoin, Matthew Nodella, Andrew Schneider e Rob Thompson                                                                          | CBS         |          |
| I'll Fly Away                  | Joshua Brand, David Chase, John Falsey, Barbara Hall, John Forrest Niss e Ian Sander | NBC         |          |
| L.A. Law                       | Don Behrns, Steven Bochco, Robert Breech, Alan Brennert, Carol Flint, Patricia Green, James C. Hart, Elodie Keene e Rick Wallace                                                                            | NBC         |          |
| Quantum Leap                   | Donald Bellisario, David Bellisario, Paul Brown, Jeff Gourson, Deborah Pratt, Chris Ruppenthal, Tommy Thompson, Harker Wade e Michael Zinberg                                                               | NBC         |          |
| Law & Order                    | David Black, Michael Duggan, Jeffrey Hayes, Robert Nathan, Robert Palm, Daniel Sackheim, Joseph Stern e Dick Wolf                                                                                           | NBC         |          |
| 1993                           | |             |          |
| Picket Fences                  | Robert Breech, David E. Kelley, Mark B. Perry, Jonathan Pontell, Michael Pressman e Alice West | CBS         |          |
| I'll Fly Away                  | Joshua Brand, Henry Bromell, David Chase, John Falsey, Barbara Hall, John Forrest Niss e Ian Sander | NBC         |          |
| Law & Order                    | Michael Chernuchin, Arthur Forney, Walon Green, Jeffrey Hayes, Robert Nathan, Joseph Stern e Dick Wolf | NBC         |          |
| Homefront                      | Christopher Chulack, David Jacobs, Lynn Marie Lethan, Bernard Lechowick, Dianne Massock e Jim Stanley | ABC         |          |
| Northern Exposure              | Cheryl Bloch, Joshua Brand, Martin Bruestle, John Falsey, Diane Frolov, Robin Green, Jeff Melvoin, Andrew Schneider, Rob Thompson e Michael Vittes                                                          | CBS         |          |
| 1994                           | |             |          |
| Picket Fences                  | Robert Breech, Ann Donahue, David E. Kelley, Geoffrey Neigher, Jack Philbrick, Jonathan Pontell, Michael Pressman e Alice West                                                                              | CBS         |          |
| Northern Exposure              | Cheryl Bloch, Martin Bruestle, David Chase, Michael Fresco, Diane Frolov, Robin Green, Barbara Hall, Jeff Melvoin, Andrew Schneider e Michael Vittes                                                        | CBS         |          |
| NYPD Blue                      | Burton Armus, Steven Bochco, Steven DePaul, Robert Doherty, Gregory Hoblit, Ted Mann, David Milch, Michael M. Robin e Gardner Stern                                                                         | ABC         |          |
| Law & Order                    | Rene Balcer, Michael Chernuchin, Arthur Forney, Lew Gould, Walon Green, Jeffrey Hayes, Robert Nathan, Ed Sherin e Dick Wolf                                                                                 | NBC         |          |
| Star Trek: The Next Generation | Rick Berman, Brannon Braga, Merri Howard, Peter Lauritson, David Livingston, Ronald D. Moore, Wendy Neuss, Michael Piller e Jeri Taylor                                                                     | Syndication |          |
| 1995                           | |             |          |
| NYPD Blue                      | Burton Armus, Steven Bochco, Bill Clark, Steven DePaul, Robert Doherty, Charles H. Eglee, Channing Gibson, Walon Green, Gregory Hoblit, Ted Mann, David Milch, Michael M. Robin Gardner Stern e Mark Tinker | ABC         |          |
| The X-Files                    | Rob Bowman, Chris Carter, Joseph Patrick Finn, R. W. Goodwin, Howard Gordon, Kim Manners, Glen Morgan, David Nutter, Paul Rabwin e James Wong.                                                              | Fox         |          |
| ER                             | Christopher Chulack, Michael Crichton, Mimi Leder, Paul Manning, Dennis Murphy, Robert Nathan, John Wells e Lydia Woodward.                                                                                 | NBC         |          |
| Law & Order                    | Rene Balcer, Michael S. Chernuchin, Arthur Forney, Lew Gould, Jeffrey Hayes, Mark Perry, Ed Sherin, Dick Wolf e Ed Zuckerman.                                                                               | NBC         |          |
| Chicago Hope                   | Michael Braverman, Dennis Cooper, Rob Corn, Michael Dinner, David E. Kelley, James C. Hart, John Heath, Michael Pressman e John Tinker                                                                      | CBS         |          |
| 1996                           | |             |          |
| ER                             | Christopher Chulack, Michael Crichton, Carol Flint, Mimi Leder, Paul Manning, Wendy Spence, John Wells e Lydia Woodward                                                                                     | NBC         |          |
| Law & Order                    | Rene Balcer, Michael Chernuchin, Arthur Forney, Billy Fox, Morgan Gendel, Lew Gould, Jeffrey Hayes, Ed Sherin, Dick Wolf e Ed Zuckerman                                                                     | NBC         |          |
| Chicago Hope                   | Kevin Arkadie, Rob Corn, Bill D'Elia, Michael Dinner, Patricia Green, James C. Hart, John Heath, David E. Kelley e John Tinker                                                                              | CBS         |          |
| NYPD Blue                      | Steven Bochco, Bill Clark, Steven DePaul, Robert Doherty, David Milch, Theresa Rebeck, Michael Robin, Gardner Stern e Mark Tinker                                                                           | ABC         |          |
| The X-Files                    | Rob Bowman, Chris Carter, Joseph Patrick Finn, R. W. Goodwin, Howard Gordon, Kim Manners e Paul Rabwin | Fox         |          |
| 1997                           | |             |          |
| Law & Order                    | Rene Balcer, Arthur Forney, Billy Fox, Lewis H. Gould, Jeffrey Hayes, Ed Sherin, Gardner Stern, Dick Wolf, Ed Zuckerman e Jeremy R. Littman                                                                 | NBC         |          |
| ER                             | Penny Adams, Neal Baer, Christopher Chulack, Michael Crichton, Carol Flint, Lance Gentile, Paul Manning, Wendy Spence, John Wells e Lydia Woodward                                                          | NBC         |          |
| Chicago Hope                   | Rob Corn, Bill D'Elia, James C. Hart, John Heath, Tim Kring, Dawn Prestwich, John Tinker e Nicole Yorkin | CBS         |          |
| NYPD Blue                      | Steven Bochco, Bill Clark, Steven DePaul, Robert J. Doherty, David Milch, David Mills, Theresa Rebeck, Michael M. Robin, Mark Tinker e Michael Watkins                                                      | ABC         |          |
| The X-Files                    | Rob Bowman, Chris Carter, Joseph Patrick Finn, Vince Gilligan, R. W. Goodwin, Howard Gordon, Ken Horton, Kim Manners, Glen Morgan, Lori Jo Nemhauser, Paul Rabwin, Frank Spotnitz e James Wong              | Fox         |          |
| 1998                           | |             |          |
| The Practice                   | Robert Breech, David E. Kelley, Jeffrey Kramer, Christina Musrey, Jonathan Pontell, Ed Redlich, Gary Strangis, Alice West e Pam Wisne                                                                       | ABC         |          |
| The X-Files                    | Rob Bowman, Chris Carter, Joseph Patrick Finn, Vince Gilligan, R. W. Goodwin, Ken Horton, Kim Manners, Lori Jo Nemhauser, Paul Rabwin, John Shiban e Frank Spotnitz                                         | Fox         |          |
| NYPD Blue                      | Kevin Arkadie, Paris Barclay, Steven Bochco, Bill Clark, Steven DePaul, Robert J. Doherty, David Milch e Mark Tinker                                                                                        | ABC         |          |
| ER                             | Penny Adams, Neal Baer, Christopher Chulack, Michael Crichton, Carol Flint, Lance Gentile, Walon Green, David Mills, Jack Orman, Tom Park, Wendy Spence Rosato, John Wells e Lydia Woodward                 | NBC         |          |
| Law & Order                    | Rene Balcer, David Black, William N. Fordes, Arthur Forney, Billy Fox, Lewis H. Gould, Jeffrey Hayes, Kathy McCormick, I. C. Rapoport, Ed Sherin, David Shore, Richard Sweren e Dick Wolf                   | NBC         |          |
| 1999                           | |             |          |
| The Practice                   | Robert Breech, David E. Kelley, Jeffrey Kramer, Christina Musrey, Gary M. Strangis e Pamela Wisne | ABC         |          |
| ER                             | Penny Adams, Neal Baer, Christopher Chulack, Michael Crichton, Carol Flint, Jonathan Kaplan, Jack Orman, Wendy Spence Rosato, John Wells e Lydia Woodward                                                   | NBC         |          |
| The Sopranos                   | Mitchell Burgess, David Chase, Allen Coulter, Robin Green, Brad Grey, Ilene S. Landress e Frank Renzulli | HBO         |          |
| NYPD Blue                      | Paris Barclay, Steven Bochco, Bill Clark, Steven DePaul, Robert Doherty, Leonard Gardner, David Milch, Doug Palau, Meredith Stiehm, Mark Tinker e Nicholas Wootton                                          | ABC         |          |
| Law & Order                    | Rene Balcer, William N. Fordes, Billy Fox, Lewis H. Gould, Jeffrey Hayes, Kathy McCormick, Ed Sherin, David Shore, Richard Sweren, Dick Wolf e Ed Zuckerman                                                 | NBC         |          |

### Década de 2000
| Ano                            | Série | Produtores | Emissora |
| ------------------------------ | --- | ---------- | -------- |
| 2000                           | |            |          |
| The West Wing                  | Kristin Harms, Thomas Schlamme, Aaron Sorkin, John Wells e Llewellyn Wells | NBC        |          |
| ER                             | Penny Adams, Neal Baer, Michael Crichton, R. Scott Gemmill, Patrick Harbinson, Jonathan Kaplan, Jack Orman, Wendy Spence Rosato, Richard Thorpe, John Wells e Lydia Woodward | NBC        |          |
| The Sopranos                   | Martin Bruestle, Mitchell Burgess, David Chase, Allen Coulter, Robin Green, Brad Grey, Todd A. Kessler, Ilene S. Landress, Frank Renzulli e Terence Winter | HBO        |          |
| The Practice                   | Robert Breech, David E. Kelley, Jeffrey Kramer, Christina Musrey, Gary M. Strangis e Pamela Wisne | ABC        |          |
| Law & Order                    | Rene Balcer, William N. Fordes, Billy Fox, Lewis H. Gould, Jeffrey Hayes, Lynn Mamet, Kathy McCormick, Barry Schindel, Ed Sherin, Richard Sweren e Dick Wolf | NBC        |          |
| 2001                           | |            |          |
| The West Wing                  | Kevin Falls, Kristin Harms, Michael Hissrich, Lawrence O'Donnell, Jr., Thomas Schlamme, Aaron Sorkin, John Wells e Llewellyn Wells | NBC        |          |
| The Practice                   | Joseph Berger-Davis, Robert Breech, David E. Kelley, Todd Kessler, Christina Musrey, Gary Strangis e Pamela Wisne | ABC        |          |
| ER                             | Neal Baer, Michael Crichton, R. Scott Gemmill, Dee Johnson, Jonathan Kaplan, Christopher Misiano, Jack Orman, Wendy Rosato, Joe Sachs, Meredith Stiehm, Richard Thorpe e John Wells | NBC        |          |
| Law & Order                    | William Finkelstein, William Fordes, Arthur Forney, Lewis Gould, Jeffrey Hayes, Kati Johnston, Gary Karr, Lynn Mamet, Kathy McCormick, Arthur Penn, Barry Schindel, Richard e Dick Wolf | NBC        |          |
| The Sopranos                   | Henry Bronchtein, Martin Bruestle, Mitchell Burgess, David Chase, Robin Green, Brad Grey, Todd Kessler, Ilene Landress e Terence Winter | HBO        |          |
| 2002                           | |            |          |
| The West Wing                  | Kevin Falls, Alex Graves, Kristin Harms, Michael Hissrich, Christopher Misiano, Thomas Schlamme, Aaron Sorkin, John Wells e Llewellyn Wells | NBC        |          |
| CSI: Crime Scene Investigation | Jerry Bruckheimer, Danny Cannon, Cindy Chvatal, Ann Donahue, Jonathan Littman, Carol Mendelsohn, William Petersen, Sam Strangis e Anthony Zuiker | CBS        |          |
| Law & Order                    | Wendy Battles, William N. Fordes, Arthur Forney, Lewis H. Gould, Jeffrey Hayes, Peter Jankowski, Kati Johnston, Gary Karr, Eric Overmyer, Barry Schindel, Richard Sweren, Roz Weinman e Dick Wolf                                                                                          | NBC        |          |
| 24                             | Robert Cochran, Howard Gordon, Brian Grazer, Stephen Hopkins, Tony Krantz, Joel Surnow e Cyrus Yavneh | Fox        |          |
| Six Feet Under                 | Laurence Andries, Alan Ball, Scott Buck, Rick Cleveland, Robert Greenblatt, David Janollari, Bruce Eric Kaplan, Alan Poul, Jill Soloway, Christian Taylor e Christian Williams | HBO        |          |
| 2003                           | |            |          |
| The West Wing                  | Neal Ahern, Jr., Kevin Falls, Alex Graves, Kristin Harms, Christopher Misiano, Paul Redford, Thomas Schlamme, Aaron Sorkin, John Wells e Llewellyn Wells | NBC        |          |
| CSI: Crime Scene Investigation | Josh Berman, Jerry Bruckheimer, Danny Cannon, Cindy Chvatal, Ann Donahue, Ken Fink, Richard Lewis, Andrew Lipsitz, Jonathan Littman, Carol Mendelsohn, Louis Milito, William Petersen, Naren Shankar e Anthony Zuiker                                                                      | CBS        |          |
| 24                             | Jon Cassar, Robert Cochran, Howard Gordon, Brian Grazer, Tony Krantz, Michael Loceff, Norman Powell, Joel Surnow e Kiefer Sutherland | Fox        |          |
| Six Feet Under                 | Alan Ball, Scott Buck, Rick Cleveland, Robert Del Valle, Robert Greenblatt, David Janollari, Bruce Eric Kaplan, Lori Jo Nemhauser, Alan Poul, Kate Robin e Jill Soloway | HBO        |          |
| The Sopranos                   | Henry J. Bronchtein, Martin Bruestle, Mitchell Burgess, David Chase, Robin Green, Brad Grey, Ilene S. Landress e Terence Winter | HBO        |          |
| 2004                           | |            |          |
| The Sopranos                   | Henry J. Bronchtein, Martin Bruestle, Mitchell Burgess, David Chase, Robin Green, Brad Grey, Ilene S. Landress, Matthew Weiner e Terence Winter | HBO        |          |
| Joan of Arcadia                | Randy Anderson, Tom Garrigus, Barbara Hall, James Hayman e Peter Schindler | CBS        |          |
| The West Wing                  | Eli Attie, Carol Flint, Alex Graves, Kristin Harms, Alexa Junge, Christopher Misiano, Peter Noah, Paul Redford, Andrew Stearn, John Wells, Llewellyn Wells e John Sacret Young | NBC        |          |
| 24                             | Jon Cassar, Robert Cochran, Howard Gordon, Brian Grazer, Tim Iacofano, Evan Katz, Tony Kranz, Stephen Kronish, Michael Loceff, Joel Surnow e Kiefer Sutherland | Fox        |          |
| CSI: Crime Scene Investigation | Josh Berman, Jerry Bruckheimer, Danny Cannon, Cindy Chvatal, Elizabeth Devine, Ann Donahue, Ken Fink, Bruce Golin, Richard Lewis, Andrew Lipsitz, Jonathan Littman, Carol Mendelsohn, Louis Milito, William Petersen, Naren Shankar e Anthony E. Zuiker                                    | CBS        |          |
| 2005                           | |            |          |
| Lost                           | J. J. Abrams, Jesse Alexander, Jack Bender, Bryan Burk, Sarah Caplan, Carlton Cuse, Leonard Dick, David Fury, Javier Grillo-Marxuach, Jean Higgins e Damon Lindelof | ABC        |          |
| The West Wing                  | Eli Attie, Carol Flint, Alex Graves, Kristin Harms, Michael Hissrich, Christopher Misiano, Peter Noah, Andrew Stearn, John Wells e John Sacret Young | NBC        |          |
| 24                             | Jon Cassar, Robert Cochran, Howard Gordon, Brian Grazer, Tim Iacofano, Evan Katz, Stephen Kronish, Peter M. Lenkov, Michael Loceff, Joel Surnow e Kiefer Sutherland | Fox        |          |
| Six Feet Under                 | Alan Ball, Scott Buck, Rick Cleveland, Robert Del Valle, Robert Greenblatt, David Janollari, Bruce Eric Kaplan, Lori Jo Nemhauser, Alan Poul, Kate Robin e Jill Soloway | HBO        |          |
| Deadwood                       | Ed Bianchi, Gregg Fienberg, Ted Mann, David Milch, Elizabeth Sarnoff, Scott Stephens e Jody Worth | HBO        |          |
| 2006                           | |            |          |
| 24                             | Jon Cassar, Robert Cochran, Manny Coto, David Fury, Howard Gordon, Brian Grazer, Evan Katz, Michael Klick, Stephen Kronish, Michael Loceff, Joel Surnow, Kiefer Sutherland e Brad Turner                                                                                                   | Fox        |          |
| The West Wing                  | Eli Attie, Debora Cahn, Alex Graves, Kristin Harms, Michael Hissrich, Christopher Misiano, Peter Noah, Lawrence O'Donnell Jr., Andrew Stearn, Patrick Ward e John Wells | NBC        |          |
| The Sopranos                   | Henry J. Bronchtein, Martin Bruestle, David Chase, Diane Frolov, Brad Grey, Ilene S. Landress, Andrew Schneider, Gianna Maria Smart, Matthew Weiner e Terence Winter | HBO        |          |
| Grey's Anatomy                 | Betsy Beers, Rob Corn, Mark Gordon, Peter Horton, Kip Koenig, Jim Parriott, Tony Phelan, Joan Rater, Shonda Rhimes, Mimi Schmir, Gabrielle Stanton, Krista Vernoff, Harry Werksman e Mark Wilding                                                                                          | ABC        |          |
| House, M.D.                    | Paul Attanasio, Doris Egan, Russel Friend, Katie Jacobs, Lawrence Kaplow, Garrett Lerner, Thomas L. Moran, David Semel, David Shore, Bryan Singer, Gerrit van der Meer e Matt Witten | Fox        |          |
| 2007                           | |            |          |
| The Sopranos                   | David Chase, Brad Grey, Ilene S. Landress, Terence Winter, Matthew Weiner, Henry J. Bronchtein, Diane Frolov, Andrew Schneider, Martin Bruestle e Gianna Maria Smart | HBO        |          |
| Grey's Anatomy                 | Shonda Rhimes, Betsy Beers, Mark Gordon, Peter Horton, Krista Vernoff, Mark Wilding, Allan Heinberg, Joan Rater, Tony Phelan, Rob Corn, Debora Cahn, Kip Koenig e Linda Klein | ABC        |          |
| Heroes                         | Tim Kring, Dennis Hammer, Allan Arkush, Greg Beeman, Jesse Alexander, Jeph Loeb, Michael Green, Bryan Fuller, Natalie Chaidez, Jim Chory, Adam Armus e Kay Foster | NBC        |          |
| House, M.D.                    | David Shore, Katie Jacobs, Paul Attanasio, Bryan Singer, Daniel Sackheim, Russel Friend, Garrett Lerner, Thomas L. Moran, Doris Egan, Lawrence Kaplow, Gerrit van der Meer, Peter Blake e Leonard Dick                                                                                     | Fox        |          |
| Boston Legal                   | David E. Kelley, Bill D'Elia, Janet Leahy, Mike Listo, Steve Robin e Janet Knutsen McCann | ABC        |          |
| 2008                           | |            |          |
| Mad Men                        | Matthew Weiner, Tom Palmer, Scott Hornbacher, Lisa Albert, Andre Jacquemetton e Maria Jacquemetton | AMC        |          |
| Boston Legal                   | David E. Kelley, Bill D'Elia, Mike Listo, Lawrence Broch, Steve Robin e Janet Knutsen | ABC        |          |
| Damages                        | Todd A. Kessler, Glenn Kessler, Daniel Zelman e Mark A. Baker | FX         |          |
| Dexter                         | John Goldwyn, Sara Colleton, Clyde Phillips, Daniel Cerone, Melissa Rosenberg, Scott Buck e Robert Lloyd Lewis | Showtime   |          |
| House, M.D.                    | Paul Attanasio, Katie Jacobs, David Shore, Bryan Singer, Russel Friend, Garrett Lerner, Thomas L. Moran, Gerrit van der Meer, Peter Blake, Eli Attie, Doris Egan,Deran Sarafian, Marcy Kaplan e Leonard Dick                                                                               | Fox        |          |
| Lost                           | J. J. Abrams, Damon Lindelof, Carlton Cuse, Bryan Burk, Jack Bender, Edward Kitsis, Adam Horowitz, Drew Goddard, Stephen Williams, Jean Higgins, Elizabeth Sarnoff, Pat Churchill e Ra'uf Glasgow                                                                                          | ABC        |          |
| 2009                           | |            |          |
| Mad Men                        | Matthew Weiner, Scott Hornbacher, Andre Jacquemetton, Maria Jacquemetton e Lisa Albert | AMC        |          |
| Big Love                       | Mark V. Olsen, Will Scheffer, Tom Hanks, Gary Goetzman, David Knoller, Bernadette Caulfield e Steve Turner | HBO        |          |
| Dexter                         | John Goldwyn, Sara Colleton, Clyde Phillips, Charles H. Eglee, Melissa Rosenberg, Scott Buck, Robert Lloyd Lewis e Tim Schlattmann | Showtime   |          |
| House, M.D.                    | Paul Attanasio, Katie Jacobs, David Shore, Bryan Singer, Thomas L. Moran, Russel Friend, Garrett Lerner, Hugh Laurie, Gerrit van der Meer, Deran Sarafian, Doris Egan, Eli Attie, Peter Blake, Leonard Dick, Lawrence Kaplow, Liz Friedman, David Foster, David Hoselton e Marcy G. Kaplan | Fox        |          |
| Damages                        | Todd A. Kessler, Glenn Kessler, Daniel Zelman, Aaron Zelman e Mark Baker | FX         |          |
| Breaking Bad                   | Vince Gilligan, Mark Johnson, Melissa Bernstein, Stewart A Lyons e Karen Moore | AMC        |          |
| Lost                           | J. J. Abrams, Jack Bender, Bryan Burk, Carlton Cuse, Adam Horowitz, Edward Kitsis, Damon Lindelof, Jean Higgins, Elizabeth Sarnoff, Stephen Williams, Paul Zbyszewski, Pat Churchill, Ra'uf Glasgow e Brian K. Vaughan                                                                     | ABC        |          |

### Década de 2010
| Ano                     | Série | Produtores  | Emissora |
| ----------------------- | --- | ----------- | -------- |
| 2010                    | |             |          |
| Mad Men                 | Matthew Weiner, Scott Hornbacher, Lisa Albert, Blake McCormick e Dwayne Shattuck | AMC         |          |
| True Blood              | Alan Ball, Gregg Fienberg, Brian Buckner, Nancy Oliver, Alexander Woo, Raelle Tucker e Mark McNair | HBO         |          |
| Breaking Bad            | Vince Gilligan, Mark Johnson, Michelle MacLaren, Melissa Bernstein, Sam Catlin, Peter Gould, George Mastras, Thomas Schnauz e Stewart A. Lyons | AMC         |          |
| Dexter                  | John Goldwyn, Sara Colleton, Clyde Phillips, Charles H. Eglee, Melissa Rosenberg, Scott Buck, Robert Lloyd Lewis, Tim Schlattmann, Wendy West e Lauren Gussis | Showtime    |          |
| The Good Wife           | Robert King, Michelle King, Ridley Scott, Tony Scott, David W. Zucker, Brooke Kennedy, Todd Ellis Kessler e Ted Humphrey | CBS         |          |
| Lost                    | Damon Lindelof, J. J. Abrams, Carlton Cuse, Edward Kitsis, Adam Horowitz, Elizabeth Sarnoff, Jack Bender, Bryan Burk, Jean Higgins, Paul Zbyszewski, Melinda Hsu Taylor e Ra'uf Glasgow                                                                                       | ABC         |          |
| 2011                    | |             |          |
| Mad Men                 | Matthew Weiner, Scott Hornbacher, Andre Jacquemetton, Maria Jacquemetton, Dahvi Waller, Jonathan Abrahams, Dwayne Shattuck e Blake McCormick | AMC         |          |
| Boardwalk Empire        | Terence Winter, Martin Scorsese, Mark Wahlberg, Stephen Levinson, Tim Van Patten, Eugene Kelly, Lawrence Konner, Howard Korder, Margaret Nagle, Rick Yorn e Rudd Simmons | HBO         |          |
| The Good Wife           | Ridley Scott, Tony Scott, Robert King, Michelle King, David W. Zucker, Brooke Kennedy, Ted Humphrey, Leonard Dick, Keith Eisner, Courtney Kemp Agboh e Corinne Brinkerhoff | CBS         |          |
| Friday Night Lights     | Brian Grazer, David Nevins, Peter Berg, Sarah Aubrey, David Hudgins, Jason Katims, John Cameron, Patrick Massett, John Zinman, Bridget Carpenter, Rolin Jones, Ron Fitzgerald, Michael Waxman e Nan Bernstein Freed                                                           | DirecTV     |          |
| Dexter                  | John Goldwyn, Sara Colleton, Chip Johannessen, Manny Coto, Scott Buck, Michael C. Hall, Tim Schlattman, Wendy West, Lauren Gussis e Robert Lloyd Lewis | Showtime    |          |
| Game of Thrones         | David Benioff, D. B. Weiss, George R. R. Martin, Vince Gerardis, Ralph Vicinanza, Guymon Casady, Carolyn Strauss, Frank Doelger e Mark Huffan | HBO         |          |
| 2012                    | |             |          |
| Homeland                | Alex Gansa, Howard Gordon, Michael Cuesta, Gideon Raff, Avi Nir, Ran Tellem, Chip Johannessen, Alexander Cary, Michael Klick, Meredith Stiehm e Henry Bromell | Showtime    |          |
| Boardwalk Empire        | Terence Winter, Martin Scorsese, Mark Wahlberg, Stephen Levinson, Tim Van Patten, Eugene Kelly, Howard Korder e Rick Yorn | HBO         |          |
| Breaking Bad            | Vince Gilligan, Mark Johnson, Michelle MacLaren, Melissa Bernstein, Sam Catlin, Peter Gould, George Mastras, Thomas Schnauz, Moira Walley-Beckett, Bryan Cranston, Diane Mercer e Stewart A. Lyons                                                                            | AMC         |          |
| Downton Abbey           | Gareth Neame, Julian Fellowes, Rebecca Eaton e Liz Trubridge | PBS         |          |
| Mad Men                 | Matthew Weiner, Scott Hornbacher, Andre Jacquemetton, Maria Jacquemetton, Victor Levin, Jon Hamm e Blake McCormick | AMC         |          |
| Game of Thrones         | David Benioff, D. B. Weiss, Frank Doelger, Carolyn Strauss, George R. R. Martin, Vanessa Taylor, Alan Taylor, Guymon Casady, Vince Gerardis e Bernadette Caulfield | HBO         |          |
| 2013                    | |             |          |
| Breaking Bad            | Vince Gilligan, Mark Johnson, Michelle MacLaren, Melissa Bernstein, Sam Catlin, Peter Gould, George Mastras, Thomas Schnauz, Moira Walley-Beckett, Bryan Cranston, Diane Mercer e Stewart A. Lyons                                                                            | AMC         |          |
| Mad Men                 | Matthew Weiner, Scott Hornbacher, Andre Jacquemetton, Maria Jacquemetton, Janet Leahy, Semi Chellas, Jon Hamm, Blaker McCormick e Erin Levy | AMC         |          |
| Downton Abbey           | Gareth Neame, Julian Fellowes, Nigel Merchant e Liz Trubridge | PBS         |          |
| Game of Thrones         | David Benioff, D. B. Weiss, Carolyn Strauss, Frank Doelger, Bernadette Caulfield, Guymon Casady, Vince Gerardis, George R. R. Martin, Vanessa Taylor, Chris Newman e Greg Spence                                                                                              | HBO         |          |
| Homeland                | Alex Gansa, Howard Gordon, Michael Cuesta, Gideon Raff, Avi Nir, Ran Tellem, Meredith Stiehm, Chip Johannessen, Alexander Cary, Henry Bromell e Michael Klick | Showtime    |          |
| House of Cards          | David Fincher, Joshua Donen, Eric Roth, Beau Willimon, John Melfi, Kevin Spacey, Dana Brunetti, Michael Dobbs, Andrew Davies, Rick Cleveland, Sarah Treem, Robert Zotnowski, Keith Huff e Karyn McCarthy                                                                      | Netflix     |          |
| 2014                    | |             |          |
| Breaking Bad            | Vince Gilligan, Mark Johnson, Michelle MacLaren, Melissa Bernstein, Sam Catlin, Peter Gould, George Mastras, Thomas Schnauz, Moira Walley-Beckett, Bryan Cranston, Diane Mercer e Stewart A. Lyons                                                                            | AMC         |          |
| Downton Abbey           | Gareth Neame, Julian Fellowes, Liz Trubridge, Nigel Marchant e Rupert Ryle-Hodges | PBS         |          |
| Game of Thrones         | David Benioff, D. B. Weiss, Carolyn Strauss, Frank Doelger, Bernadette Caulfield, Vince Gerardis, Guymon Casady, George R. R. Martin, Chris Newman e Greg Spence | HBO         |          |
| House of Cards          | Beau Willimon, Josh Donen, Eric Roth, David Fincher, Kevin Spacey, Dana Brunetti, Andrew Davies, Michael Dobbs, David Manson, John Mankiewicz, Robert Zotnowski e Iain Paterson                                                                                               | Netflix     |          |
| Mad Men                 | Matthew Weiner, Scott Hornbacher, Janet Leahy, Semi Chellas, Erin Levy, Jon Hamm, Blake McCormick e Tom Smuts | AMC         |          |
| True Detective          | Nic Pizzolatto, Cary Joji Fukunaga, Scott Stephens, Steve Golin, Woody Harrelson, Matthew McConaughey, Richard Brown e Carol Cuddy | HBO         |          |
| 2015                    | |             |          |
| Game of Thrones         | David Benioff, D. B. Weiss, Carolyn Strauss, Frank Doelger, Bernadette Caulfield, Guymon Casady, Vince Gerardis, George R. R. Martin, Chris Newman, Greg Spence, Lisa McAtackney e Bryan Cogman                                                                               | HBO         |          |
| Better Call Saul        | Vince Gilligan, Peter Gould, Mark Johnson, Melissa Bernstein, Thomas Schnauz, Stewart A. Lyons, Gennifer Hutchinson, Diane Mercer, Nina Jack e Bob Odenkirk | AMC         |          |
| Downton Abbey           | Gareth Naeme, Julian Fellowes, Nigel Marchant, Liz Trubridge e Chris Croucher | PBS         |          |
| Homeland                | Alex Gansa, Howard Gordon, Lesli Linka Glatter, Gideon Raff, Avi Nir, Ran Tellem, Meredith Stiehm, Chip Johannessen, Alexander Cary, Patrick Harbinson, Michael Klick, Claire Danes e Lauren White                                                                            | Showtime    |          |
| Mad Men                 | Matthew Weiner, Scott Hornbacher, Janet Leahy, Semi Chellas, Erin Levy, Jon Hamm, Blake McCormick e Tom Smuts | AMC         |          |
| House of Cards          | Beau Willimon, Joshua Donen, Eric Roth, David Fincher, Kevin Spacey, Dana Brunetti, Andrew Davies, Michael Dobbs, John David Coles, John Mankiewicz, Robert Zotnowski, Jay Carson e Karen Moore                                                                               | Netflix     |          |
| Orange Is the New Black | Jenji Kohan, Mark A. Burley, Sara Hess, Michael Trim, Lisa I. Vinnecour, Tera Herrmann e Neri Kyle Tannenbaum | Netflix     |          |
| 2016                    | |             |          |
| Game of Thrones         | David Benioff, D. B. Weiss, Carolyn Strauss, Frank Doelger, Bernadette Caulfield, Guymon Casady, Vince Gerardis, George R. R. Martin, Chris Newman, Greg Spence, Lisa McAtackney e Bryan Cogman                                                                               | HBO         |          |
| The Americans           | Joe Weisberg, Joel Fields, Graham Yost, Darryl Frank, Justin Falvey, Chris Long, Stephen Schiff e Mary Rae Thewlis | FX          |          |
| Better Call Saul        | Vince Gilligan, Peter Gould, Mark Johnson, Melissa Bernstein, Thomas Schnauz, Gennifer Hutchison, Nina Jack, Diane Mercer, Bob Odenkirk e Robin Sweet | AMC         |          |
| Downton Abbey           | Gareth Neame, Julian Fellowes, Liz Trubridge, Nigel Marchant e Chris Croucher | PBS         |          |
| Homeland                | Alex Gansa, Howard Gordon, Chip Johannessen, Lesli Linka Glatter, Meredith Stiehm, Avi Nir, Ran Telem, Gideon Raff, Patrick Harbinson, Michael Klick, Claire Danes, Ron Nyswaner, Ted Mann, Benjamin Cavell, Lauren White e Katie O'Hara                                      | Showtime    |          |
| House of Cards          | Beau Willimon, Andrew Davies, Michael Dobbs, Robin Wright, Kevin Spacey, Dana Brunetti, Josh Donen, Eric Roth, David Fincher, John Mankiewicz, Robert Zotnowski, Jay Carson, Frank Pugliese, Hameed Shaukat e Boris Malden                                                    | Netflix     |          |
| Mr. Robot               | Sam Esmail, Chad Hamilton, Steve Golin, Kyle Bradstreet, David Iserson e Margo Myers Massey | USA         |          |
| 2017                    | |             |          |
| The Handmaid's Tale     | Bruce Miller, Warren Littlefield, Daniel Wilson, Fran Sears, Ilene Chaiken, Sheila Hockin, Eric Tuchman, Frank Siracusa, John Weber, Kira Snyder, Elisabeth Moss, Joseph Boccia, Leila Gerstein                                                                               | Hulu        |          |
| Better Call Saul        | Vince Gilligan, Peter Gould, Mark Johnson, Melissa Bernstein, Thomas Schnauz, Gennifer Hutchison, Nina Jack, Diane Mercer, Bob Odenkirk, Jonathan Glatzer, Gordon Smith e Robin Sweet                                                                                         | AMC         |          |
| The Crown               | Peter Morgan, Stephen Daldry, Andy Harries, Philip Martin, Suzanne Mackie, Matthew Byam-Shaw, Robert Fox, Tanya Seghatchian e Andrew Eaton | Netflix     |          |
| House of Cards          | Andrew Davies, Michael Dobbs, Robin Wright, Kevin Spacey, Dana Brunetti, Josh Donen, Eric Roth, David Fincher, John Mankiewicz, Robert Zotnowski, Daniel Minahan, Frank Pugliese, Hameed Shaukat, Melissa James Gibson, Bill Kennedy, Laura Eason, Kenneth Lin e Boris Malden | Netflix     |          |
| Stranger Things         | The Duffer Brothers, Shawn Levy, Dan Cohen e Iain Paterson | Netflix     |          |
| This Is Us              | Dan Fogelman, Jess Rosenthal, Donald Todd, Ken Olin, Charlie Gogolak, John Requa, Glenn Ficarra, KJ Steinberg, Issac Aptaker, Elizabeth Berger, Joe Lawson, Steve Beers, Vera Herbert e Bekah Brunstetter                                                                     | NBC         |          |
| Westworld               | J. J. Abrams, Jonathan Nolan, Lisa Joy, Bryan Burk, Athena Wickham, Kathy Lingg, Richard Lewis, Roberto Patino, Katherine Lingenfelter e Cherylanne Martin | HBO         |          |
| 2018                    | |             |          |
| Game of Thrones         | David Benioff, D. B. Weiss, Carolyn Strauss, Frank Doelger, Bernadette Caulfield, George R. R. Martin, Guymon Casady, Vince Gerardis, Bryan Cogman, Chris Newman, Lisa McAtackney e Greg Spence                                                                               | HBO         |          |
| Westworld               | Jonathan Nolan, Lisa Joy, J. J. Abrams, Athena Wickham, Richard J. Lewis, Roberto Patino, Ben Stephenson, Eugene Kelly, Ron Fitzgerald, Frederick E.O. Toye, Michael Polaire, Carly Wray, Dan Dietz, Stephen Semel e Jordan Goldberg                                          | HBO         |          |
| The Americans           | Joe Weisberg, Joel Fields, Chris Long, Graham Yost, Justin Falvey, Darryl Frank, Stephen Schiff, Mary Rae Thewlis, Tracey Scott Wilson, Peter Ackerman e Joshua Brand | FX          |          |
| The Handmaid's Tale     | Bruce Miller, Warren Littlefield, Elisabeth Moss, Daniel Wilson, Fran Sears, Mike Barker, Sheila Hockin, Eric Tuchman, Kira Snyder, Yahlin Chang, Frank Siracusa, John Weber, Dorothy Fortenberry, Joseph Boccia, Margaret Atwood e Ron Milbauer                              | Hulu        |          |
| The Crown               | Peter Morgan, Stephen Daldry, Andy Harries, Philip Martin, Suzanne Mackie, Matthew Byam-Shaw, Robert Fox, Andy Stebbing e Martin Harrison | Netflix     |          |
| Stranger Things         | The Duffer Brothers, Dan Cohen, Shawn Levy, Iain Paterson, Rand Geiger e Justin Doble | Netflix     |          |
| This Is Us              | Dan Fogelman, Jess Rosenthal, Isaac Aptaker, Elizabeth Berger, John Requa, Glenn Ficarra, Ken Olin, Charles Gogolak, KJ Steinberg, Steve Beers, Don Roos, Tyler Bensinger, Vera Herbert, Bekah Brunstetter, Cathy Mickel Gibson e Nick Pavonetti                              | NBC         |          |
| 2019                    | |             |          |
| Game of Thrones         | David Benioff, D. B. Weiss, Carolyn Strauss, Frank Doelger, Bernadette Caulfield, George R. R. Martin, Guymon Casady, Vince Gerardis, Bryan Cogman, Chris Newman, Lisa McAtackney e Greg Spence                                                                               | HBO         |          |
| Succession              | Jesse Armstrong, Adam McKay, Will Ferrell, Frank Rich, Kevin J. Messick, Mark Mylod, Jane Tranter, Tony Roche, Lucy Prebble, Georgia Pritchett, Jonathan Glatzer, Jon Brown, Dara Schnapper, Jonathan Filley                                                                  | HBO         |          |
| Ozark                   | Jason Bateman, Chris Mundy, Bill Dubuque, Mark Williams, David Manson, Alyson Feltes, Ryan Farley, Patrick Markey, Erin Mitchell, Matthew Spiegel | Netflix     |          |
| Bodyguard               | Roderick Seligman, Elizabeth Kilgarriff, Simon Heath, Jed Mercurio, Eric Coulter, Priscilla Parish | Netflix     |          |
| Better Call Saul        | Vince Gilligan, Peter Gould, Mark Johnson, Melissa Bernstein, Thomas Schnauz, Gennifer Hutchison, Nina Jack, Diane Mercer, Bob Odenkirk, Jonathan Glatzer, Gordon Smith e Robin Sweet                                                                                         | AMC         |          |
| Killing Eve             | Sally Woodward Gentle, Lee Morris, Phoebe Waller-Bridge, Emerald Fennell, Gina Mingacci, Damon Thomas, Francesca Gardiner, Sandra Oh, Elinor Day, Morenike Williams, Andy Noble                                                                                               | BBC America |          |
| Pose                    | Ryan Murphy, Brad Falchuk, Nina Jacobson, Brad Simpson, Alexis Martin Woodall, Sherry Marsh, Steven Canals, Silas Howard, Janet Mock, Our Lady J, Lou Eyrich, Erica Kay | FX          |          |
| This Is Us              | Dan Fogelman, Jess Rosenthal, Isaac Aptaker, Elizabeth Berger, John Requa, Glenn Ficarra, Ken Olin, Charles Gogolak, KJ Steinberg, Steve Beers, Don Roos, Tyler Bensinger, Vera Herbert, Bekah Brunstetter, Cathy Mickel Gibson e Nick Pavonetti                              | NBC         |          |

### Década de 2020
| Ano                 | Série | Produtores  | Emissora |
| ------------------- | --- | ----------- | -------- |
| 2020                | |             |          |
| Succession          | Jesse Armstrong, Adam McKay, Will Ferrell, Frank Rich, Kevin Messick, Mark Mylod, Jane Tranter, Tony Roche, Scott Ferguson, Jon Brown, Georgia Pritchett, Jonathan Glatzer, Will Tracy, Dara Schnapper, Gabrielle Mahon e Lucy Prebble                                                                                     | HBO         |          |
| The Handmaid's Tale | Bruce Miller, Warren Littlefield, Elisabeth Moss, Daniel Wilson, Fran Sears, Mike Barker, Eric Tuchman, Sheila Hockin, John Weber, Frank Siracusa, Kira Snyder, Yahlin Chang, Margaret Atwood, Dorothy Fortenberry, Marissa Jo Cerar, Nina Fiore, John Herrera e Kim Todd                                                  | Hulu        |          |
| Ozark               | Jason Bateman, Chris Mundy, Bill Dubuque, Mark Williams, Patrick Markey, John Shiban, Miki Johnson, Erin Mitchell, Martin Zimmerman, Peter Thorell e Matthew Spiegel | Netflix     |          |
| Stranger Things     | Iain Paterson, Shawn Levy, Dan Cohen, The Duffer Brothers, Curtis Gwinn e Rand Geiger | Netflix     |          |
| The Crown           | Peter Morgan, Suzanne Mackie, Stephen Daldry, Andy Harries, Benjamin Caron, Matthew Byam Shaw, Robert Fox, Michael Casey, Andy Stebbing, Martin Harrison e Oona O Beirn | Netflix     |          |
| Better Call Saul    | Peter Gould, Vince Gilligan, Mark Johnson, Melissa Bernstein, Thomas Schnauz, Diane Mercer, Gordon Smith, Alison Tatlock, Ann Cherkis, Bob Odenkirk e Princess Nash | AMC         |          |
| Killing Eve         | Sally Woodward Gentle, Lee Morris, Phoebe Waller-Bridge, Gina Mingacci, Sandra Oh, Damon Thomas, Suzanne Heathcote, Jeff Melvoin, Lynn Horsford e Nige Watson | BBC America |          |
| The Mandalorian     | Jon Favreau, Dave Filoni, Kathleen Kennedy, Colin Wilson e Karen Gilchrist | Disney+     |          |
| 2021                | |             |          |
| The Crown           | Peter Morgan, Suzanne Mackie, Stephen Daldry, Andy Harries, Benjamin Caron, Matthew Byam Shaw, Robert Fox, Michael Casey, Andy Stebbing, Martin Harrison e Oona O Beirn | Netflix     |          |
| Bridgerton          | Chris Van Dusen, Shonda Rhimes, Betsy Beers, Scott Collins, Alison Eakle, Sara Fischer, Julia Quinn, Leila Cohan-Miccio, Jonathan Igla, Janet Lin, Holden Chang, Sarah Dollard e Sarada McDermott | Netflix     |          |
| The Boys            | Eric Kripke, Seth Rogen, Evan Goldberg, James Weaver, Neal H. Moritz, Pavun Shetty, Craig Rosenberg, Phil Sgriccia, Rebecca Sonnenshine, Ken F. Levin, Jason Netter, Garth Ennis, Darick Robertson, Michael Saltzman, Michaela Starr, Gabriel Garcia e Hartley Gorenstein                                                  | Prime Video |          |
| The Handmaid's Tale | Bruce Miller, Warren Littlefield, Elisabeth Moss, Daniel Wilson, Fran Sears, Eric Tuchman, Sheila Hockin, John Weber, Frank Siracusa, Kira Snyder, Yahlin Chang, Dorothy Fortenberry, Margaret Atwood, Kim Todd, Matt Hastings, Nina Fiore e John Herrera                                                                  | Hulu        |          |
| Lovecraft Country   | Misha Green, J. J. Abrams, Jordan Peele, Bill Carraro, Yann Demange, Ben Stephenson, Rachel Rusch Rich, Jonathan I. Kidd, Sonya Winton-Odamtten, Matt King e Dana Robin | HBO         |          |
| The Mandalorian     | Jon Favreau, Dave Filoni, Kathleen Kennedy, Colin Wilson, Karen Gilchrist, Carrie Beck e John Bartnicki | Disney+     |          |
| Pose                | Ryan Murphy, Brad Falchuk, Nina Jacobson, Brad Simpson, Alexis Martin Woodall, Sherry Marsh, Steven Canals, Janet Mock, Our Lady J, Tanase Popa, Lou Eyrich, Jeff Dickerson, Todd Nenninger e Kip Davis Myers | FX          |          |
| This Is Us          | John Requa, Glenn Ficarra, Charles Gogolak, Ken Olin, Isaac Aptaker, Elizabeth Berger, Dan Fogelman, Jess Rosenthal, Kay Oyegun, Casey Johnson, David Windsor, Vera Herbert, Julia Brownell, Kevin Falls, K.J. Steinberg, Steve Beers, Elan Mastai, Nick Pavonetti e Cathy Mickel Gibson                                   | NBC         |          |
| 2022                | |             |          |
| Succession          | Jesse Armstrong, Adam McKay, Will Ferrell, Frank Rich, Kevin J. Messick, Mark Mylod, Jane Tranter, Tony Roche, Scott Ferguson, Jon Brown, Lucy Prebble, Will Tracy, Georgia Pritchett, Ted Cohen, Susan Soon He Stanton, Dara Schnapper, Gabrielle Mahon e Francesca Gardiner                                              | HBO         |          |
| Euphoria            | Sam Levinson, Kevin Turen, Ravi Nandan, Drake, Adel "Future" Nur, Zendaya, Will Greenfield, Ashley Levinson, Ron Leshem, Hadas Moses Lichtenstein, Tmira Yardeni, Kenneth Yu e Harrison Kreiss | HBO         |          |
| Better Call Saul    | Vince Gilligan, Peter Gould, Mark Johnson, Melissa Bernstein, Thomas Schnauz, Gordon Smith, Alison Tatlock, Diane Mercer, Michael Morris, Ann Cherkis, Trina Siopy, Bob Odenkirk, Jenn Carroll e Jim Powers | AMC         |          |
| Severance           | Ben Stiller, Nicholas Weinstock, Jackie Cohn, Mark Friedman, Dan Erickson, Andrew Colville, Chris Black, John Cameron, Jill Footlick, Kari Drake, Adam Scott, Patricia Arquette, Aoife McArdle, Amanda Overton e Gerry Robert Byrne                                                                                        | Apple TV+   |          |
| Ozark               | Jason Bateman, Chris Mundy, Bill Dubuque, Mark Williams, Patrick Markey, John Shiban, Miki Johnson, Laura Linney, Erin Mitchell, Martin Zimmerman, Paul Kolsby, Laura Deeley e Dana Scott | Netflix     |          |
| Squid Game          | Kim Ji-yeon e Hwang Dong-hyuk | Netflix     |          |
| Stranger Things     | The Duffer Brothers, Dan Cohen, Shawn Levy, Curtis Gwinn, Iain Paterson, Rand Geiger, Kate Trefry, Paul Dichter e Lampton Enochs | Netflix     |          |
| Yellowjackets       | Jonathan Lisco, Ashley Lyle, Bart Nickerson, Drew Comins, Karyn Kusama, Liz Phang, Jamie Travis, Brad Van Arragon, Sarah L. Thompson, Ameni Rozsa e Chantelle M. Wells | Showtime    |          |
| 2023                | |             |          |
| Succession          | Jesse Armstrong, Adam McKay, Will Ferrell, Frank Rich, Kevin J. Messick, Mark Mylod, Jane Tranter, Tony Roche, Scott Ferguson, Jon Brown, Lucy Prebble, Will Tracy, Dara Schnapper, Georgia Pritchett, Ted Cohen, Susan Soon He Stanton, Gabrielle Mahon e Francesca Gardiner                                              | HBO         |          |
| The Last of Us      | Craig Mazin, Neil Druckmann, Carolyn Strauss, Rose Lam, Asad Qizilbash, Carter Swan, Evan Wells, Jacqueline Lesko, Greg Spence e Cecil O'Connor | HBO         |          |
| House of the Dragon | Ryan Condal, Miguel Sapochnik, George R. R. Martin, Ron Schmidt, Jocelyn Diaz, Sara Hess, Vince Gerardis, Greg Yaitanes, David Hancock, Karen Wacker e Richard Sharkey | HBO         |          |
| The White Lotus     | Mike White, David Bernad, Mark Kamine, Heather Persons e John M. Valerio | HBO         |          |
| Andor               | Sanne Wohlenberg, Tony Gilroy, Kathleen Kennedy, Diego Luna, Toby Haynes, Michelle Rejwan, Kate Hazell e David Meanti | Disney+     |          |
| Better Call Saul    | Vince Gilligan, Peter Gould, Mark Johnson, Melissa Bernstein, Thomas Schnauz, Gordon Smith, Alison Tatlock, Diane Mercer, Michael Morris, Ann Cherkis, Trina Siopy, Bob Odenkirk, Jenn Carroll e James Powers | AMC         |          |
| The Crown           | Peter Morgan, Suzanne Mackie, Stephen Daldry, Andy Harries, Jessica Hobbs, Matthew Byam Shaw, Robert Fox, Michael Casey, Andy Stebbing, Martin Harrison e Oona O'Beirn | Netflix     |          |
| Yellowjackets       | Jonathan Lisco, Ashley Lyle, Bart Nickerson, Drew Comins, Karyn Kusama, Sarah L. Thompson, Ameni Rozsa, Liz Phang, Julia Bicknell, Jeffrey W. Byrd, Tayah Geist e Kathy Gilroy | Showtime    |          |
| 2024                | |             |          |
| Shōgun              | Justin Marks, Michaela Clavell, Edward L. McDonnell, Michael De Luca, Rachel Kondo, Shannon Goss, Jamie Vega Wheeler, Hiroyuki Sanada, Eriko Miyagawa, Erin Smith e Matt Lambert | FX          |          |
| Fallout             | Jonathan Nolan, Lisa Joy, Geneva Robertson-Dworet, Graham Wagner, Athena Wickham, Todd Howard, James Altman, Margot Lulick, James W. Skotchdopole, Stephen Semel, Karey Dornetto, Carson Mell, Kieran Fitzgerald, Jill Footlick, Noreen O'Toole, Jay Worth, Crystal Whelan, Halle Phillips, Gursimran Sandhu e Skye Wathen | Prime Video |          |
| Mr. & Mrs. Smith    | Donald Glover, Francesca Sloane, Stephen Glover, Hiro Murai, Nate Matteson, Anthony Katagas, Arnon Milchan, Yariv Milchan, Michael Schaefer, Carla Ching, Christian Sprenger, Fam Udeorji e Kaitlin Waldron | Prime Video |          |
| 3 Body Problem      | D. B. Weiss, David Benioff, Alexander Woo, Bernadette Caulfield, Nena Rodrigue, Ram Bergman, Rian Johnson, Dede Gardner, Jeremy Kleiner, Brad Pitt, Xiaosong Gao, Lauren Ma, Jilong Zhao, Qi Lin, Robie Uniacke, Rosamund Pike, Duncan Muggoch, Andrew Stanton, Derek Tsang, Hameed Shaukat e Steve Kullback               | Netflix     |          |
| The Crown           | Peter Morgan, Suzanne Mackie, Stephen Daldry, Andy Harries, Christian Schwochow, Matthew Byam Shaw, Robert Fox, Michael Casey, Andy Stebbing, Martin Harrison e Oona O'Beirn | Netflix     |          |
| The Gilded Age      | Julian Fellowes, Gareth Neame, David Crockett, Michael Engler, Sonja Warfield, Salli Richardson Whitfield, Robert Greenblatt, Erica Armstrong Dunbar, Claire M. Shanley e Holly Rymon | HBO         |          |
| The Morning Show    | Charlotte Stoudt, Mimi Leder, Michael Ellenberg, Reese Witherspoon, Jennifer Aniston, Kristin Hahn, Lauren Neustadter, Joshua Allen, Zander Lehmann, Torrey Speer, David Auge, Lindsey Springer, Bill Kennedy, Mallory Schwartz, Emily Ferenbach, Brian Stelter, John Blair e Ronald Cosmo Vecchiarelli                    | Apple TV+   |          |
| Slow Horses         | Graham Yost, Will Smith, Douglas Urbanski, Gail Mutrux, Iain Canning, Emile Sherman, Jane Robertson, Jamie Laurenson, Hakan Kousetta, Julian Stevens e Simon Gillis | Apple TV+   |          |

## Programas com vários prêmios
| 4 prêmios - Game of Thrones (consecutivo, duas vezes) - Hill Street Blues (consecutivo) - L.A. Law (consecutivo) - Mad Men (consecutivo) - The West Wing (consecutivo) | 3 prêmios - The Defenders (consecutivo) - Playhouse 90 (consecutivo) - Upstairs, Downstairs (consecutivo) | 2 prêmios - Breaking Bad (consecutivo) - Cagney & Lacey (consecutivo) - Dragnet (consecutivo) - Lou Grant (consecutivo) - Mission: Impossible (consecutivo) - Picket Fences (consecutivo) - The Practice (consecutivo) - The Sopranos - The United States Steel Hour (consecutivo) |